# Экономика Северного Рейна-Вестфалии

Северный Рейн-Вестфалия

Северный Рейн-Вестфалия является самой густонаселённой и самой большой экономикой среди немецких земель. В ней много средних и крупных городов, особенно в районе Рейн-Рур, который является одной из крупнейших агломераций в Европе. Среди них Ахен, Бохум, Бонн, Кельн, Дортмунд, Дуйсбург, Дюссельдорф, Эссен, Мюнстер, Золинген и Вупперталь. Рурская область была в центре немецкого экономического чуда 1950-х и 1960-х годов, так как очень быстрый экономический рост создал большой спрос на уголь и сталь. По мере того, как спрос на уголь снизился после 1958 года, этот район прошел через фазы структурного кризиса и промышленной диверсификации, сначала развивая традиционную тяжелую промышленность, а затем переходя к сфере услуг и высоким технологиям.

## Промышленность

### Угольная промышленность
Северный Рейн-Вестфалия долгое время был известен, как земля угля и стали. Регион Рейн-Рур — самый важный промышленный район страны — проходит через центр штата и является основным горнодобывающим и энергодобывающим районом Германии. Весь XX век был лидером добычи лигнита, однако с 1950-х годов доля угля в мировой(и немецкой) энергетике снижалась, что негативно сказалось на экономике региона. В результате с 1960 по 1980 год число шахт в ФРГ сократилось со 146 до 39, а до 2000 года дожили только 12. Соответственно, число немецких шахтеров, составлявшее в 1957 году около 610 тысяч человек (тогда были добыты рекордные почти 150 миллионов тонн угля), в 1994 году впервые упало ниже отметки в 100 тысяч человек, а в первом десятилетии 21-го века сократилось примерно до 30 тысяч. Последние три года в Германии работали оставшиеся две шахты, на которых около 4,5 тысяч горняков добывали порядка 4 миллионов тонн в год. Последняя угольгая шахта была закрыта в 2018 году.
В Рурской области действуют 3 коксохимических завода.

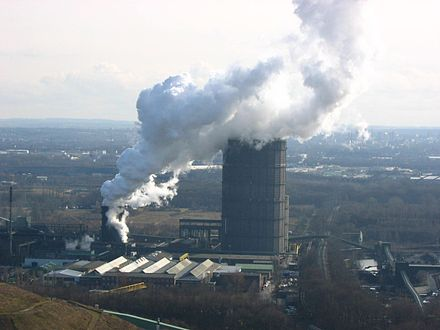
Коксохимический завод в Боттропе

- Kokerei Bottrop — Коксовый завод ArcelorMittal Bremen в городе Боттроп состоит из трех батарей с общей 146 печами и предназначен для годового производства 1,2 миллионов тонн кокса. Производимый кокс используется в качестве восстановителя для производства свиного железа на заводе доменной печи в Бремене, а также в других местах группы ArcelorMittal.[3] На коксоксовом заводе работает 480 сотрудников.
- Современный коксовый завод был введен в эксплуатацию ThyssenKrupp в 2003 году в Швельгерне с крупнейшими в мире комбинированными коксовыми печами. В то же время старый коксовый завод August Thyssen в Брукхаузене начал закрываться. Завод состоит из двух батарей по 70 камер. Кокс выталкивается 135 раз в день, годовое производство кокса составляет около 2,6 миллионов тонн. К 2017 году было произведено около 50 млн тонн кокса. Завод на 70 % покрывает потребности ThyssenKrupp в коксе. На заводе работают 309 сотрудников.

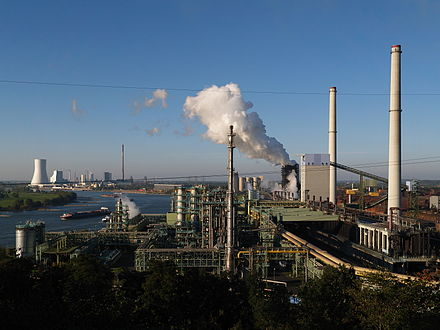
Коксохимический завод в Швельгерне

На момент 2025 года уголь в Рурской области добывают только открытым способом. Уголь добывают в трёх карьерах: Гарцвайлер, Хамбах и Инден. В 2022 году общая добыча бурого угля в регионе Рейнланд (который включает в себя шахту Хамбах, угольную шахту Гарцвайлер и угольную шахту Инден) увеличилась с 62,6 млн тонн в 2021 году до 65,29 тонн в 2022 году.

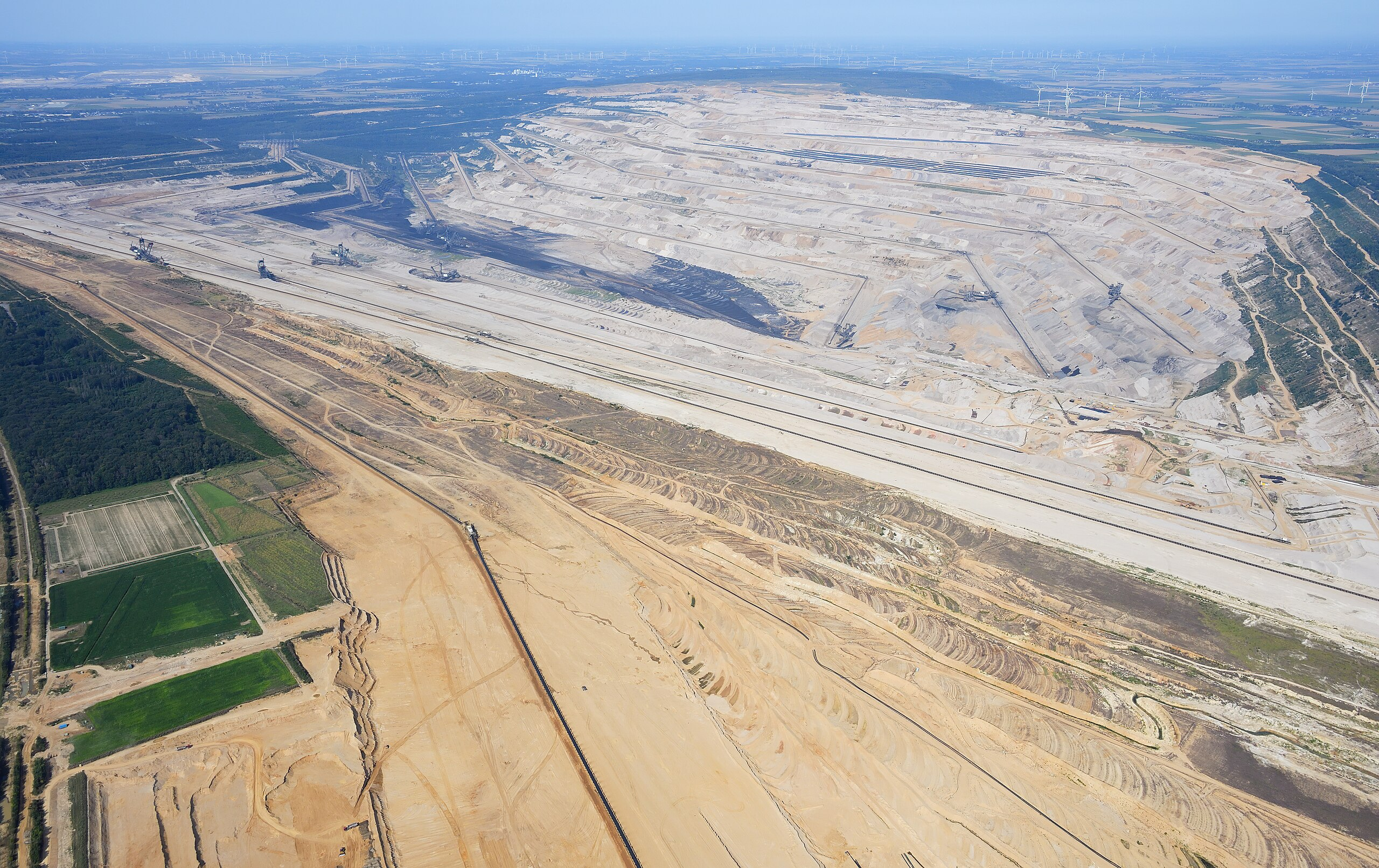
Карьер Хамбах

- Гарцвайлер является одной из крупнейших открытых шахт в Европе и управляется компанией RWE Power в Северном Рейне-Вестфалии, Германия. Карьер Гарцвайлер работает на площади в 3200 гектаров, хотя она одобрена для 11 400 га угольных месторождений. Запасы составляют 1,1 миллиарда тонн, выработка 35 миллионов тонн в год.[5]
- Хамбах — это действующая угольная шахта в Нидерзиере и Эльсдорфе. С площадью 4380 гектаров (по состоянию на 2022 год) и утвержденным максимальным размером в 8500 гектаров шахта Хамбах является крупнейшим карьером в Германии. По оценкам, балансовые запасы состовляют 1,35 млрд тонн бурого угля. RWE имеет права на добычу шахты до 2040 года.[4] Карьер находится на месте 12 000-летнего леса Хамбах, который был приобретен компанией RWE в 1978 году и в основном срублен для добычи полезных ископаемых. Только около 550 гектаров (2,1 квадратных мили) из первоначальных 4000 гектаров леса были спасены.
- Инден — это открытый угольный рудник, управляемый компанией RWE Power недалеко от Индена, Альденховена и Юлиха. Несмотря на то, что шахта одобрена для угольного месторождения площадью 4500 гектаров, в настоящее время она работает только на размере около 1700 гектаров. С момента открытия шахта расширилась на восток. Это означает, что на восточном краю открытой ямы слои над углем удаляются до тех пор, пока он не будет открыт. Возникают избыток, который затем засыпается на противоположной стороне, и ландшафт рекультивируют так, что открытая яма «блуждает».[6]

### Сталелитейная промышленность
Рейн-Рурский регион является лидером по выплавке стали в Германии и Европе. Тяжелая промышленностьтрадиционно была ключевым ключом экономики штата. Доменные печи, сталелитейные заводы и прокатные станы, использующие кокс из местных угольных месторождений, усеивают Рурский край. До сталелитейного кризиса 1970—1980 годов Дортмунд, Гельзенкирхен и Дуйсбург были центрами первичного производства стали. На 2025 год в Руре находится 4 сталелитейных завода 2 из которых производят первичную сталь. Все предприятия и все доменные печи в Руре располагаются в Дуйсбурге.

#### Завод ThyssenKrupp
В районах Дуйсбурга Марксло, Брукхаузен и Бееккервет расположен крупнейший в Германии и Европе металлургический комбинат, производящий треть немецкой стали и чугуна (11.5 млн т стали в 2023 году). На заводе действуют 4 доменные печи № 1 № 2 № 8 и № 9. Владельцем завода является концерн ThyssenKrupp.

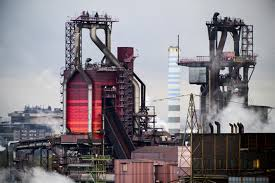
Доменные печи 8 и 9

Сталелитейный завод ThyssenKrupp Steel Duisburg состоит из двух заводов, работающих как одно место в Дуйсбурге.
- Доменная печь № 1 построена в 1973 году, имеет объём 4200 м3 и мощность 3,65 млн тонн стали в год.
- Доменная печь № 2 построена в 1993 году, имеет объём 5513 м3 и мощность 4,05 млн тонн стали в год.
- Доменная печь № 8 самая новая из ныне работающих, построена в 2007 году, имеет объём 2120 м3 и мощность 2 млн тонн стали в год. Окрашена в ярко-красные цвета.
- Доменная печь № 9 самая старая, построена в 1962 году и имеет мощность 1,7 млн тонн стали в год.
- Доменная печь № 5 была закрыта в 1985 году, сейчас на её месте находится ландшафтный парк Дуйсбург-Норд.

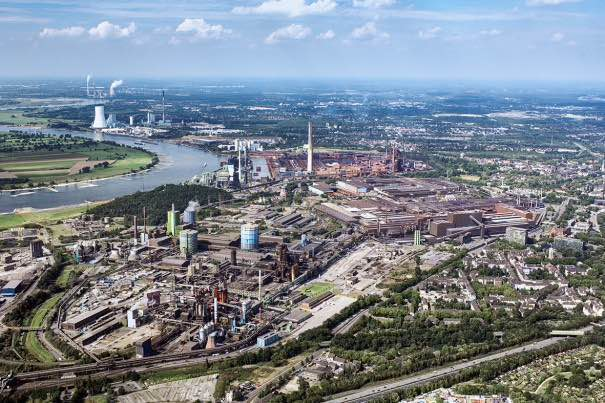
Вид на завод ThyssenKrupp

ThyssenKrupp собирается построить завод по производству прямого восстановленного железа со встроенной плавильной установкой, работающей на водороде и зеленой энергии на своих заводах в Дуйсбурге по производству зеленой стали. Ожидается, что завод будет завершен к 2025 году и будет иметь мощность 1,2 миллиона тонн в год. Если к тому времени водород не будет доступен в достаточных количествах, завод будет эксплуатироваться на природном газе. Компания поставила за собой цель сократить выбросы CO2 на 30 % к 2030 году и планирует завершить основную часть завода к 2025 году и произвести 400 тыс. тонн зеленой стали. На 2030 год цель компании составляет 3 млн тонн зеленой стали.
В 2025 году на заводе работает около 27 тысяч человек, но концерн ThyssenKrupp объявил о сокращении 11 тысяч рабочих мест к 2030 году (5 тысяч сотрудников будет уволено и 6 тысяч переведено в другие компании путём продажи подразделений)

#### Завод ArcelorMittal

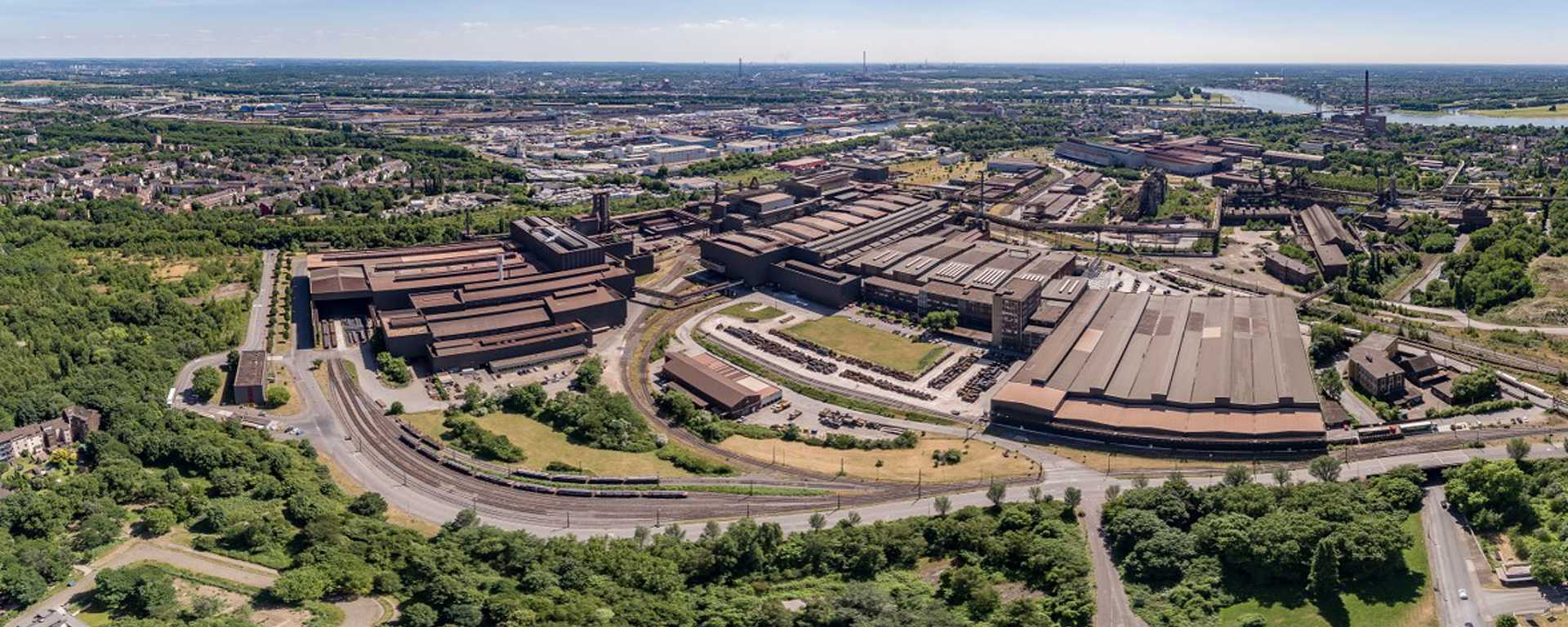
ArcelorMittal Duisburg

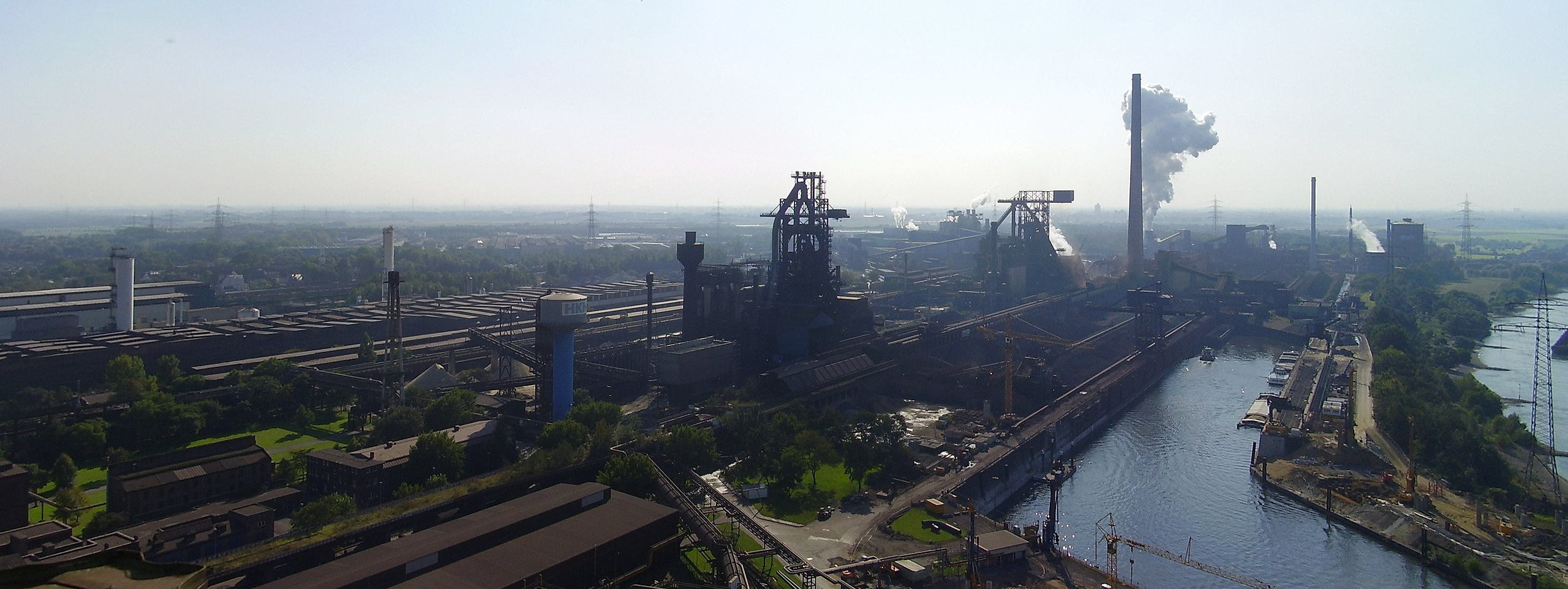
Вид на завод HKM

Сталелитейный завод ArcelorMittal Duisburg является основным кислородным заводом, работающим в Дуйсбурге. Сталелитейный завод в Дуйсбурге первоначально начал производство в 1854 году и к 1912 году эксплуатировывал 8 доменных печей; последняя из них была закрыта в 1993 году. На заводе трудится 884 сотрудника. Номинальная мощность по производству стали составляет 1,3 млн тонн.

#### Завод Hüttenwerke Krupp Mannesmann
Завод находится на юге Дуйсбурга в районе Хюттенхайм, состоит из двух доменных печей.
- Доменная печь А построена в 1973 году, имеет объём 2449 м3 и мощность 2,5 млн тонн стали в год.
- Доменная печь В построена в 1981 году, имеет объём 3229 м3 и мощность 2,7 млн тонн стали в год. С 2005 года структура акционеров завода выглядит так:
- Thyssenkrupp Steel Europe AG 50 %
- Salzgitter Mannesmann GmbH 30 %
- Vallourec Germany 20 %.

Металлургический завод Krupp Mannesmann снабжает электростанцию Дуйсбурга-Хукингена коксом и доменным газом. Труба металлургического завода Krupp Mannesmann — вместе с Stadtwerketurm — является третьим по высоте зданием в Дуйсбурге (после двух дымоходов коксохимического завода ThyssenKrupp Дуйсбург-Швельгерн и дымохода электростанции Дуйсбург-Вальсум).

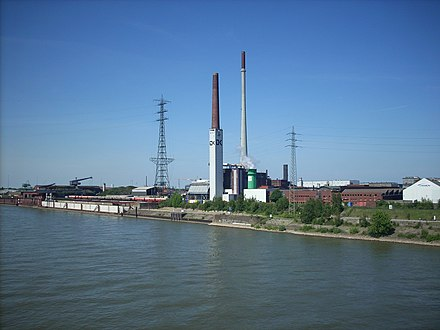
DK Recycling und Roheisen

#### Завод DK Recycling und Roheisen
Сегодня DK Recycling und Roheisen GmbH является одним из крупнейших в мире переработателей железосодержащих остатков из сталелитейной промышленности.
Основанная в 1876 году является старейшей компанией по переработке отходов. Сегодня основное внимание уделяется производству чугуна из лома. Помимо чугуна на заводе производят целый ряд других сопутствующих веществ и ценных побочных продуктов, таких как цинковый концентрат, шлак для доменной печи или доменный газ.

### Литейное производство

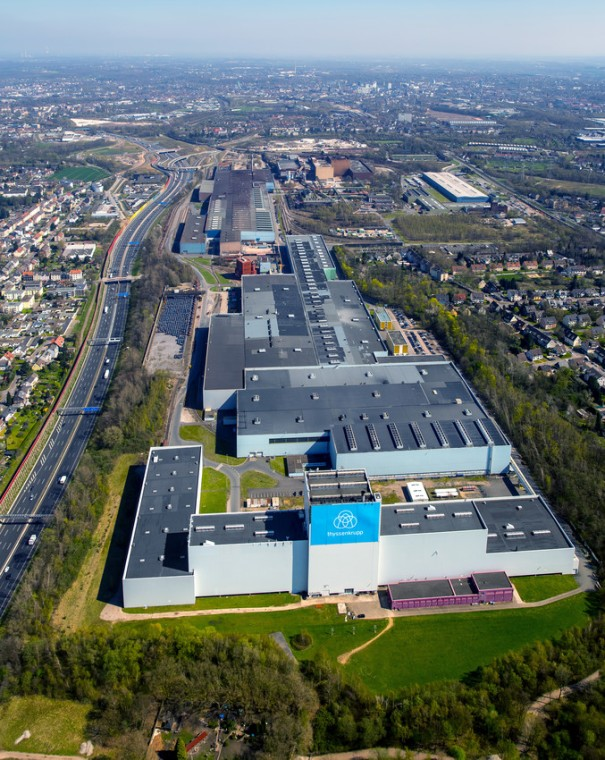
ThysssenKrupp в Бохуме

В городе Мюльхайм-на-Руре расположен завод Europipe производительностью до 1,4 млн тонн сварных труб. Завод производит трубопроводы большого диаметра для нефтяной, газовой и водородной промышленности. На заводе работают 460 сотрудников.

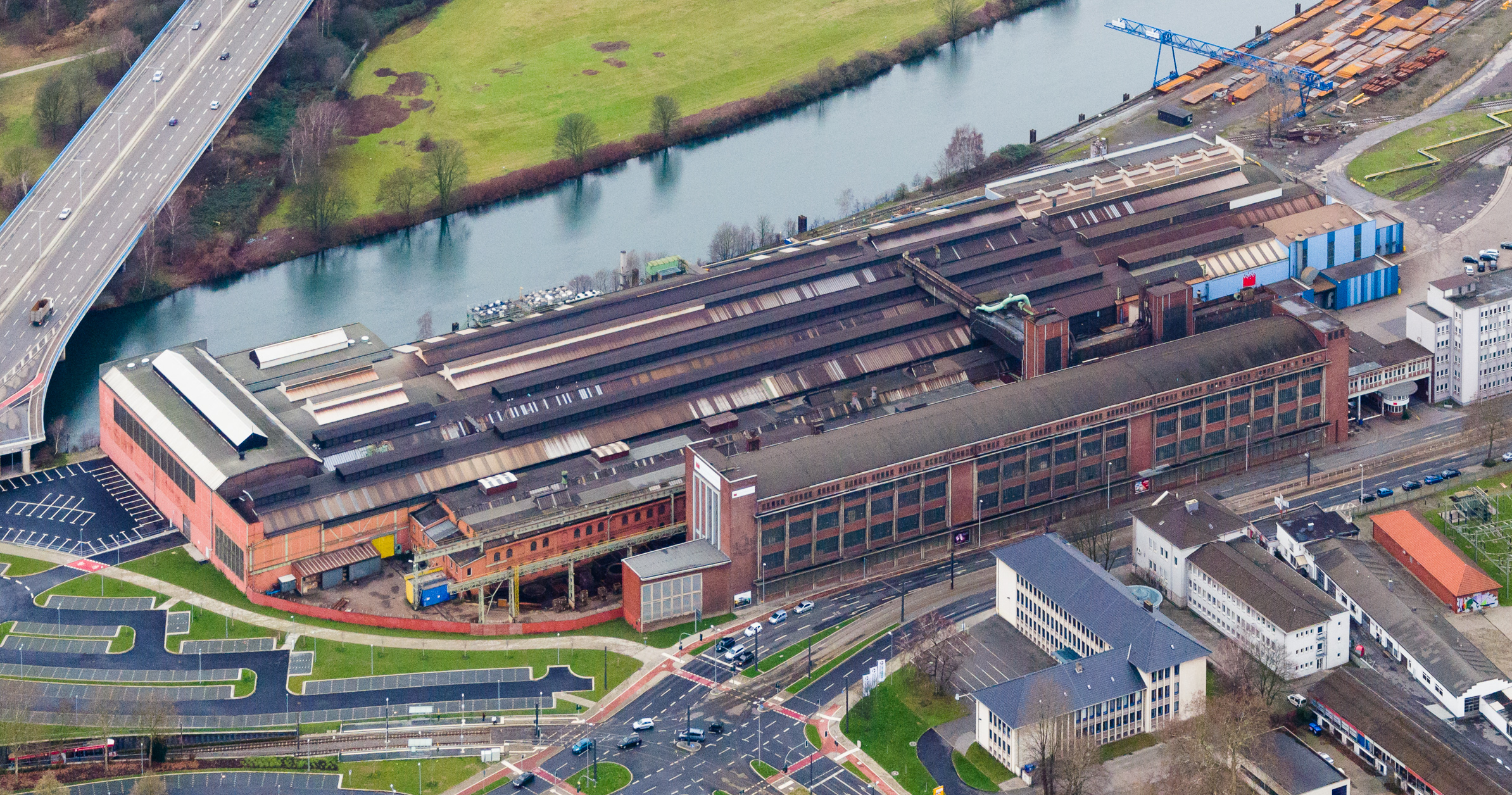
Friedrich Wilhelms-Hütte

В городе Виттен расположено производство компании Deutsche Edelstahlwerke, на заводе производят сырую сталь (мощность 600 тыс. тонн в год). На заводе работает 800 сотрудников. Помимо Виттена компания имеет производство в Зигене, Крефельде, Хагене и Хаттингене, где около 4000 сотрудников производят и перерабатывают почти один миллион тонн нержавеющей стали каждый год.
Концерн ThyssenKrupp имеет литейное производство в городах Бохум, Дортмунд и Гельзенкирхен:
- В Бохуме осуществляется производство незерновой электрической стали для электродвигателей и генераторов, мощность более 200 тыс. тонн электрической стали. На заводе в Бохуме работают 2100 человек.[11][12]
- В Дортмунде мельница для холодной обработки с линиями непрерывного отжига и дополнительной отделки поверхности, такими как линия горячего цинкования.[12]
- В Гельзенкирхене концерн производит зерноориентированную электрическую сталь для трансформаторов и крупных высоковольтных генераторов.[12]

В Дюссельдорфе находится завод компании Steeltec – производитель нержавеющей стали (дочерняя компания Swiss Steel).
В Гельзенкирхене располагается компания ZINQ, специализирующаяся на горячем цинковании стали.
В Мюльхайме-на-Руре находится литейный завод Friedrich Wilhelms-Hütte, специализирующийся на производстве тонкостенных, хорошо свариваемых и высокопрочных литейных компонентов: цилиндрические блоки, корпуса для газовых и паровых турбин и ступицы роторов для ветряных турбин.

### Химическая промышленность

#### CHEMPARK
Chempark является крупнейшим объектом химической промышленности в Северном Рейне-Вестфалии. Он распределен по трем объектам в Леверкузене, Дормагене и Крефельд-Уэрдингене, в совокупном размере 13,3 квадратных километра, занятых более чем 60 компаниями и в которых работает 55 000 человек (30000 человек в Леверкузене). Около трети химического производства Северного Рейна-Вестфалии производится на этих трех объектах. Здесь производится более 5000 химических веществ и фармацевтических веществ, в основном продукты нитритирования и хлорирования, ароматические вещества, тонкие химикаты и кремниевые химикаты, при необходимости, безопасно утилизируется.

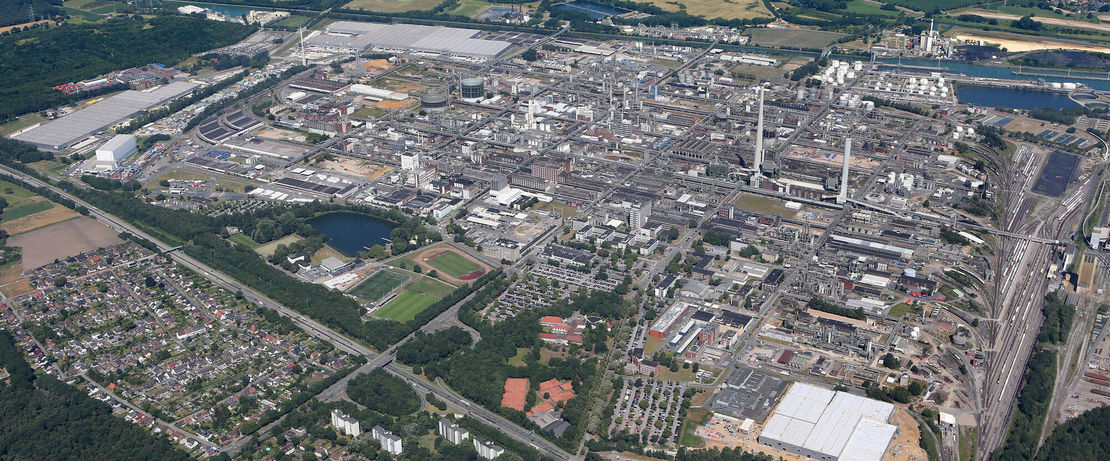
Химзавод в Марле

#### Chemical Park Marl
В городе Марль на площади более 6 квадратных километров расположено около 100 производственных предприятий на которых работают более 10 тыс человек, большинство из которых работают круглосуточно и связаны друг с другом материально и энергетически. Ежегодно в мир отправляется 4 миллиона тонн продукции из северной части Рура. В парке базируется 18 компаний, включая основного арендатора Evonik Industries AG, которая также владеет и управляет инфраструктурой через свою дочернюю компанию Infracor GmbH.

### Автомобильная промышленность

#### Завод Ford
Кельнский завод Ford Motor Company и сборочный завод расположен в районе Ниль в Кельне и начал производство автомобилей в 1976 году. В настоящее время он контролирует производство автомобилей Ford на европейском рынке, таких как Ford Fiesta. Кельнский кузовный и сборочный завод является частью пяти заводов, включая Cologne engine, Cologne Forge & Die Cast, Cologne Tool & Die and Cologne Transmisson. Вместе эти производственные сектора составляют второе старейшее производственное место Ford Europe после заводов в Дагенеме в Англии. Завод, на котором по состоянию на 2025 год работает около 3450 человек. С 2024 года полностью электрический европейский Ford Explorer EV будет построен на базе платформы Volkswagen Group MEB.

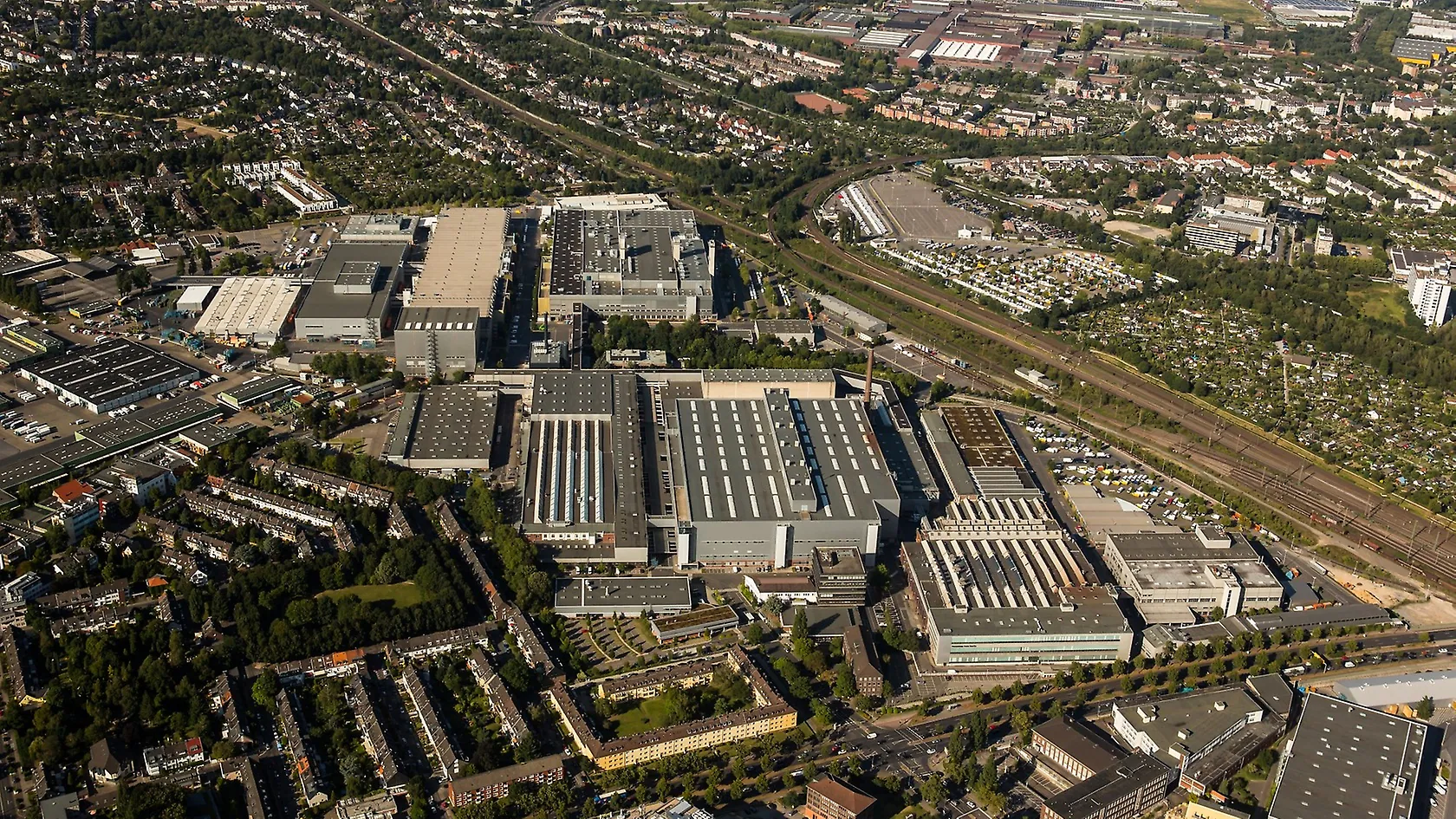
Mercedes-Benz Дюссельдорф

#### Завод Mercedes-Benz
Mercedes-Benz имеет производственную площадку в Дюссельдорфе. Дюссельдорф играет ведущую роль в глобальной производственной сети Mercedes-Benz Vans. На площади около 669 000 м² (325 000 м² занимает непосредственно производственная площадь) более 5500 сотрудников производят закрытые модели Mercedes-Benz Sprinter и eSprinter. Завод является одним из крупнейших промышленных работодателей и учебных компаний в регионе.

### Машиностроение
В Северном Рейне-Вестфалии после сталелитейного кризиса началось развитие машиностроительной отрасли.
- В регионе базируется компания Deutz AG специализирующаяся на производстве двигателей внутреннего сгорания.
- В Крефельде Siemens Mobility GmbH имеет завод по производству железнодорожных транспортных средств. Например, здесь построены Mireo Plus H и B, а также ICE. На заводе более 2000 сотрудников работают над концепцией, разработкой и производством железнодорожных транспортных средств и электрических компонентов. В сотрудничестве с собственным обучением Siemens (SPE, Siemens Professional Education)[24][25]
- В Мюльхайме-на-Руре расположен завод Siemens Energy. Более 4600 сотрудников строят турбины и генераторы на производственной площадке.[26]
- CLAAS KGaA GmbH – крупный производитель сельскохозяйственной техники, штаб квартира в Харзенвинкеле. Имеет производственные мощности в городах Харзевинкель и Падерборн. Главный завод в Харсвинкеле был открыт в 1919 году. Claas производит комбайны, полевые измельчители и автомобиль системы Xerion.[27]

### Электротехника и электроника

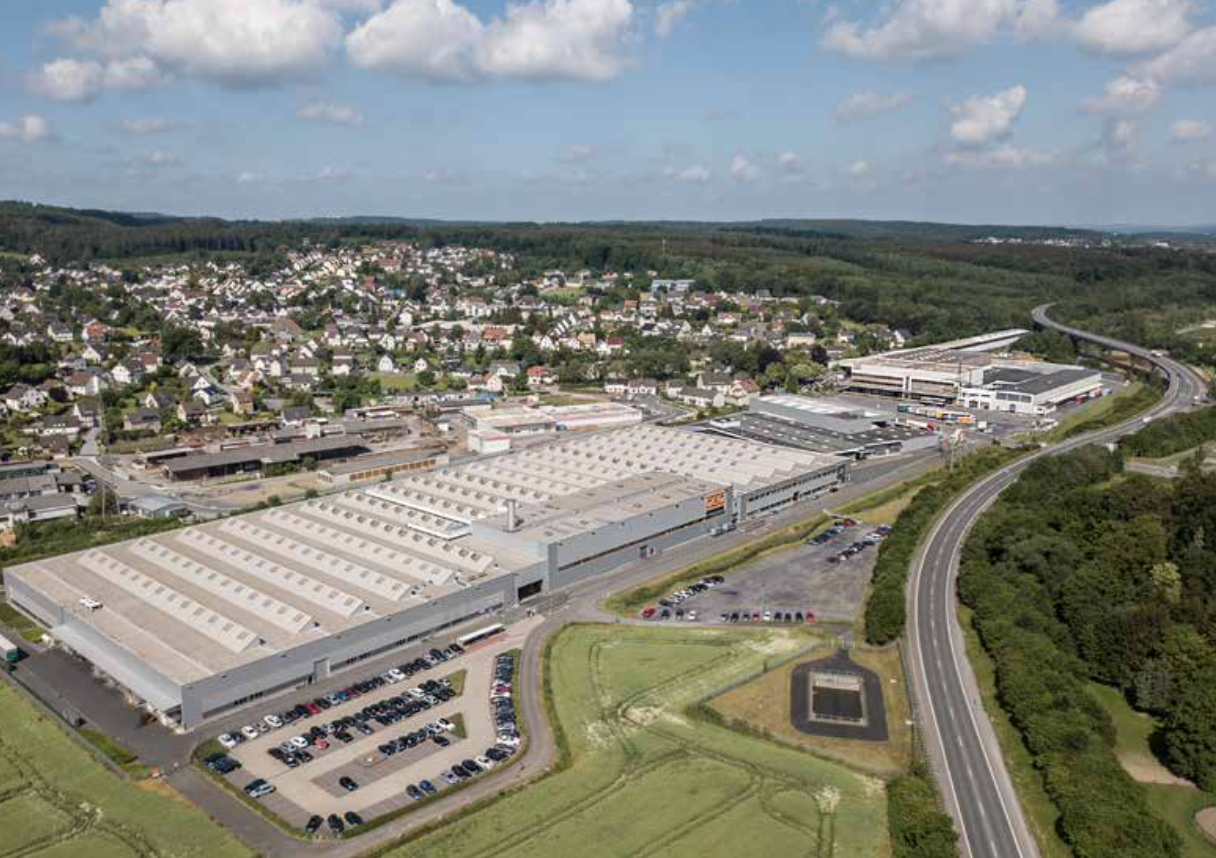
Завод Bettermann

Электротехника является важным сектором экономики с центром в Дортмунде. После сталелитейного кризиса 1970 - 1980 годов электротехника начала активно развиваться в регионе, её центром стал Дортмунд, потерявший в период кризиса почти все свои сталелитейные заводы. Отрасль насчитывающая около 140 000 сотрудников, является одной из самых важных отраслей промышленности в стране. В общей сложности в стране расположено около 1100 электротехнических компаний.
В регионе располагаются такие крупные корпорации как:
- Mennekes – производитель зарядных кабелей, вилок, муфт, розеток и различных их комбинации для промышленного использования.
- Trilux – производитель осветительных приборов для бытового, офисного и промышленного использования. Штаб квартира в Арнсберге. В настоящее время в штаб-квартире Арнсберга в компании работает около 1500 человек, а по всей Германии их насчитывается 1700 человек.
- Busch-Jaeger – производитель электромонтажного оборудования: розеток, выключателей, контроллеров, систем управления умного дома, диммеров и датчиков движения. Штаб-квартира в Люденшайде.
- OBO Bettermann – производитель систем поддержи кабелей, строительного оборудования и монтажных систем для электротехнической инфраструктуры зданий и предприятий. Штаб-квартира в Мендене.

### Алюминиевая промышленность
Алюминиевая промышленность представлена несколькими алюминиевыми заводами:

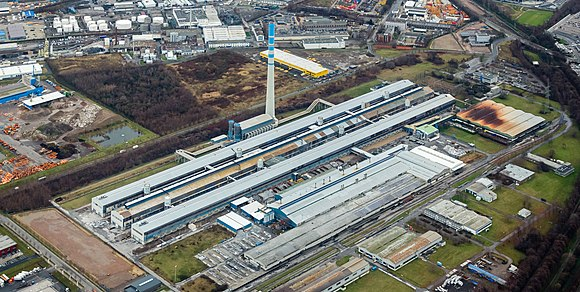
Завод алюминия в Эссене

- В городе Нойс находится завод Aluminium Norf, мощностью 1,5 млн тонн алюминия в год. На заводе работает 2200 сотрудников (компания является одним из крупнейших работодателей в Нойсе). На заводе расположено 13 плавильных и литейных печей, две перерабатывающие печи, десять сушильных печей, четыре индукционные печи и чип-пресс.[32]
- В городе Эссен находится завод TRIMET Aluminium SE.[33]
- Компания TRIMET Aluminium SE также имеет производственную площадку в Гельзенкирхене, на которой производит вторичный алюминий из лома. Мощность завода составляет 80 тыс тонн вторичного алюминия.[34][35]

### Энергетика
Долгое время бурый и каменный уголь являлся основным источником энергии в регионе, но из-за истощения запасов и высоких выбросов СО2 в атмосферу власти земли реализуют поэтапный отказ от угля. Так например федеральные и земельные власти достигли с немецким концерном RWE компромисс, суть которого DW охарактеризовала тогда так: шаг назад и два шага вперед. Энергетическому гиганту разрешили продолжить эксплуатацию 2 блоков электростанции Neurath близ города-миллионника Кельна, которые по плану намечалось отключить к концу 2022 года. Их суммарная мощность составляет 1200 МВт, что сопоставимо с мощностью энергоблока атомной электростанции. В ответ RWE обязался уже в 2030 году остановить те угольные электростанции, которые по действующему закону могли бы работать до 2038 года.
- В Гельзенкирхене располагается электростанция Kraftwerk Scholven, работающая на угле и газе. Газопаротурбинная установка введена в эксплотацию в 2024 году и имеет мощность в 170 МВт, угольные энергоблоки B и C, построены в 1968 и 1969 годах и имеют мощность по 345 МВт каждый. Электростанция вырабатывает тепло, промышленный пар и электроэнергию и снабжает потребителей через тепловые и электрические сети.[37]
- В Дуйсбурге находится Walsum Power Plant принадлежащая Evonik Industries. Единственный энергоблок имеет мощность 790 МВт (введён в эксплуатацию в 2013 году).[38]
- В городе Эшвайлере располагается электростанция Weisweiler эксплуатируемая компанией RWE. Два работающих на угле блока H и G введены в эксплуатацию в 1974 и 1975 годах соответственно и имеют мощность 630 и 625 МВт соответсвенно. В 2030 году планируется ввести в эксплуатацию два блока работающих на газе и водороде мощностью по 800 МВт каждый.[39]
- В Бергхайме находится Kraftwerk Niederaußem принадлежащая RWE и имеет мощность около 2200 МВт. Электростанция работает полностью на буром угле и имеет 3 энергоблока, построеных в 1974 и 2002 годах: G, H и K, мощностью 630, 636 и 1012 МВт соответственно.[40][41]
- В Гревенброхе находится электростанция Kraftwerk Neurath на буром угле, мощностью 2200 МВт. Работают 2 блока F и G, построенные в 2012 году и имеющие мощность 1100 МВт каждый. Блоки F и G, которые работают с 2012 года, являются самыми мощными электростанциями, работающими на буром угле в мире.[42][43]